# 帕查庫特克區
14°09′08″S 75°41′30″W / 14.1523°S 75.6917°W
帕查庫特克區（西班牙語：Distrito de Pachacutec）是秘魯的一個區，位於該國中南部伊卡大區的伊卡省，始建於1964年7月24日，面積34.5平方公里，海拔高度409米，2007年人口6,000，人口密度每平方公里170人。